# Brandon Flowers
Brandon Richard Flowers (ur. 21 czerwca 1981 w Henderson) – amerykański wokalista i frontman grupy The Killers. Gra na instrumentach klawiszowych i basie.

## Dzieciństwo
Urodził się w Henderson (blisko Las Vegas) w stanie Nevada jako najmłodszy z szóstki dzieci Jean Yvonne (z domu Henderson) i Terry’ego Flowersa. Jego rodzice byli pochodzenia szkockiego i litewskiego. Matka była gospodynią domową, a ojciec pracował w sklepie spożywczym. Ma cztery siostry: Stephnie, Shelly, Amy i April oraz o 12 lat starszego od niego brata, Shane’a. Gdy Flowers miał pięć lat, jego ojciec wstąpił do Kościoła Jezusa Chrystusa Świętych w Dniach Ostatnich. W 1989 razem z rodziną przeprowadził się do Nephi w Utah, gdzie mieszkał aż do ostatniej klasy w Juab High School. Według niego najgorszą rzeczą, jaką kiedykolwiek zrobił, była kradzież chłodziarek do wina w wieku 11 lat. W 1999 ukończył Chaparral High School w Las Vegas, podobnie jak basista Mark Stoermer.
Odpowiedzialnym za to, czego słuchał Brandon był jego o 12 lat starszy brat, Shane, który pokazał mu nagrania koncertowe The Smiths oraz U2. To dzięki niemu usłyszał również Davida Bowiego, The Cars, Morrissey i The Cure. Brandon jest fanem angielskich zespołów, takich jak New Order, Pet Shop Boys, Depeche Mode oraz Oasis.

## Kariera
Brandon Flowers po tym, jak porzucił college, był przez krótki czas boyem hotelowym w Gold Coast Hotel w Las Vegas. W 2001 został wyrzucony ze swojego pierwszego zespołu Bush Response po tym, jak nie zgodził się na przeprowadzkę do Los Angeles z resztą grupy. Niedługo potem był na koncercie Oasis i wtedy uświadomił sobie, że chce tworzyć taką muzykę. Dlatego odpowiedział na ogłoszenie w gazecie, które umieścił Dave Keuning. Niedługo potem do zespołu dołączyli basista Mark Stoermer i perkusista Ronnie Vannucci. W ten sposób w 2002 The Killers miało pełny skład.
Brandon Flowers publicznie skrytykował Fall Out Boy, The Bravery i Panic! at the Disco, co stało się przyczyną wielu kontrowersji. Jednak niedługo potem w wywiadzie dla magazynu „Spin”, powiedział: „Chciałbym to cofnąć. Ci ludzie robią to, co chcą robić. Tak samo jak ja. Jestem naprawdę miłą osobą i kocham ludzi. Nie jestem dumny z tego, co powiedziałem”.
20 sierpnia 2009 The Killers wystąpili na Coke Live Music Festival.

## Nagrody
W 2005 zdobył statuetkę magazynu NME dla „Najlepiej ubranego” i „Najseksowniejszego mężczyzny”. Wygrał także w kategorii „Najbardziej Stylowy Mężczyzna” podczas rozdania nagród magazynu „GQ” w 2008. W tym samym roku zespół The Killers zdobył nagrodę za „Najlepszy zespół” i „Najlepszy utwór w Ameryce” podczas NME Awards.
Płyta The Desired Effect otrzymała nagrodę AllMusic 2015 w kategorii ulubiony album pop.

## Życie prywatne
Brandon Flowers i jego wieloletnia dziewczyna (od 2001), Tana Mundkowsky wzięli ślub 2 sierpnia 2005 na Hawajach. Była to kameralna ceremonia. 14 lipca 2007 urodził im się pierwszy syn, Ammon Richard Flowers. Drugi syn, Gunner, przyszedł na świat 28 lipca 2009, a trzeci, Henry, 9 marca 2011. Tana przed ślubem z muzykiem została członkiem Kościoła Jezusa Chrystusa Świętych w Dniach Ostatnich, do którego należał, ponieważ jak stwierdził, wiara jest dla niego bardzo ważna. Brandon palił, a gdy został członkiem The Killers, zaczął pić, co było sprzeczne z jego religią. Jednak w 2006 roku przestał, mówiąc: „Myślę, że teraz czuję się mniej winny i zdrowszy zarazem. Biorę również pod uwagę to, że moja żona jest w ciąży”.

## Dyskografia

### Albumy studyjne
- Flamingo (2010)
- The Desired Effect  (18 maja 2015)[10]